# Ensuciamiento (energía solar)
El ensuciamiento es la acumulación de material en las superficies recolectoras de luz de los sistemas de energía solar . El material acumulado bloquea o dispersa la luz incidente, lo que provoca una pérdida de potencia . Los materiales de suciedad más comunes incluyen polvo mineral, excrementos de pájaros, hongos, líquenes, polen, gases de escape de motores y emisiones agrícolas . La suciedad afecta a los sistemas fotovoltaicos, a la energía fotovoltaica de concentración y a la energía solar (térmica) de concentración. Sin embargo, los efectos del ensuciamiento son más notables en los sistemas concentradores en comparación con los sistemas no concentradores. Es importante tener en cuenta que el ensuciamiento se refiere tanto al proceso de acumulación como al material acumulado en sí.
Existen múltiples maneras de disminuir el impacto de la suciedad. El recubrimiento anti-suciedad  es la alternativa más relevante para los proyectos de energía solar. No obstante, hasta la fecha, el método más recurrente ha sido la limpieza con agua, esto debido a la falta de revestimientos anti-suciedad anteriormente. Las afectaciones provocadas por la suciedad difieren significativamente de una zona a otra, incluso dentro de la misma región. En áreas donde las lluvias son habituales, las pérdidas de energía causadas por la suciedad pueden ser menores al 1%. Para el año 2018, se estimó que la pérdida anual promedio de energía a nivel mundial debido a la suciedad oscilaba entre el 5% y el 10%. Esto se traducía en una pérdida de ingresos estimada de entre 3 y 5 mil millones de euros.

## Física del ensuciamiento
El ensuciamiento suele ser causado por la deposición de partículas en el aire, incluidos, entre otros, polvo mineral ( sílice, óxidos metálicos, sales ), polen y hollín . Sin embargo, el ensuciamiento puede incluir cualquier material depositado que bloquee la luz, como la nieve, hielo, escarcha, diversos tipos de contaminación industrial, partículas de ácido sulfúrico, excrementos de pájaros, hojas que caen, polvo de piensos agrícolas y el crecimiento de algas, musgo, hongos, líquenes o biopelículas de bacterias. Cuál de estos mecanismos de ensuciamiento es más prominente varía según la ubicación.
El ensuciamiento puede bloquear completamente la luz (ensuciamiento duro) o dejar pasar algo de luz solar (ensuciamiento suave). En caso de ensuciamiento suave, parte de la luz transmitida se dispersa . 
La dispersión provoca que la luz se difuse, o sea, que los rayos se dispersen en múltiples direcciones. Aunque la energía fotovoltaica tradicional puede operar eficientemente con luz difusa, tanto la energía solar concentrada como la fotovoltaica concentrada dependen exclusivamente de la luz ( colimada ) que llega directamente del sol. Por este motivo, la energía solar concentrada es más sensible a la suciedad que la fotovoltaica convencional. Las pérdidas de energía típicas inducidas por la suciedad son entre 8 y 14 veces mayores en la energía solar concentrada que en la fotovoltaica.

### Influencia de la geografía y la meteorología.
Las pérdidas ocasionadas por ensuciamiento presentan una gran variabilidad de una región a otra y también dentro de cada región.
La tasa con la que se acumula ensuciamiento está influenciada por factores geográficos, tales como la cercanía a desiertos, zonas agrícolas, áreas industriales y carreteras, dado que estos lugares tienden a ser emisores de partículas en suspensión . Si un sistema solar está cerca de una fuente de partículas en suspensión, el riesgo de pérdidas por ensuciamiento es alto.
La tasa de ensuciamiento, que se refiere a la velocidad a la que las superficies se vuelven menos eficientes debido a la acumulación de suciedad, varía según la estación y la ubicación, situándose generalmente entre el 0%/día y el 1%/día. Sin embargo, en China, para la energía fotovoltaica convencional, se han registrado tasas de deposición promedio de hasta el 2,5%/día. En el caso de la energía solar concentrada, las tasas de contaminación han alcanzado hasta un 5%/día. En áreas con altas tasas de ensuciamiento, este fenómeno puede ser un factor considerable en las pérdidas de energía. Un caso extremo se observó en la ciudad de Helwan (Egipto)  donde las pérdidas totales por ensuciamiento en un sistema fotovoltaico llegaron al 66% en un momento determinado, debido principalmente al polvo de un desierto cercano y a la contaminación industrial local. Actualmente, se están desarrollando varias iniciativas para cartografiar el riesgo de contaminación en distintas regiones del mundo.
Las pérdidas por ensuciamiento también dependen de parámetros meteorológicos como la lluvia, la temperatura, el viento, la humedad y la nubosidad. El factor meteorológico más importante es la frecuencia media de las lluvias, ya que la lluvia puede arrastrar la suciedad de los paneles solares / espejos . Si en una ubicación específica llueve de manera constante a lo largo del año, es probable que las pérdidas atribuidas al ensuciamiento sean mínimas. No obstante, precipitaciones leves y el rocío pueden resultar en una mayor adherencia de partículas, incrementando así las pérdidas ocasionadas por el ensuciamiento. Algunos climas son favorables para el crecimiento de suciedad biológica, pero no se sabe cuáles son los factores decisivos. La relación entre el ensuciamiento y las condiciones climáticas y meteorológicas es un tema complejo. Hasta el año 2019, aún no era posible prever con exactitud las tasas de contaminación basándose en parámetros meteorológicos.

### Cuantificación de las pérdidas por ensuciamiento
El nivel de ensuciamiento en un sistema fotovoltaico se puede expresar con el índice de ensuciamiento ( SR por siglas en inglés de Soiling Rate), definido en la norma técnica IEC 61724-1  como:{\displaystyle SR={\frac {\text{Potencia observada}}{\text{Potencia esperada  }}}.}Por lo tanto, si {\displaystyle SR=1} no hay ensuciamiento, y si {\displaystyle SR=0}, hay tanta suciedad que no hay producción en la instalación fotovoltaica. Una métrica alternativa es la pérdida por ensuciamiento ( SL por sus siglas en inglés de Soiling Loss), que se define como {\displaystyle SL=1-SR} . La pérdida por ensuciamiento representa la fracción de energía perdida debido al ensuciamiento.
La tasa de deposición de ensuciamiento (o tasa de ensuciamiento ) es la tasa de cambio de la pérdida por ensuciamiento, generalmente dada en %/día. Es importante señalar que la mayoría de las fuentes consideran la tasa de ensuciamiento con signo positivo en el contexto de un incremento en las pérdidas ocasionadas por la acumulación de suciedad  pero algunas fuentes utilizan el signo opuesto [NREL].
La norma IEC 61724-1 establece un procedimiento para medir el ensuciamiento en sistemas fotovoltaicos . Esta norma propone que se utilicen dos dispositivos fotovoltaicos, donde uno se deja acumular tierra y el otro se mantiene limpio. La tasa de ensuciamiento se calcula comparando la potencia de salida de un dispositivo cuando está sucio con la potencia de salida que se esperaría si el dispositivo estuviera limpio. La potencia de salida esperada se calcula utilizando los valores de calibración y la corriente de cortocircuito medida del dispositivo limpio. Esta configuración también es conocida como "estación de medición de ensuciamiento" o simplemente "estación de ensuciamiento".
Se han sugerido técnicas para calcular los índices de ensuciamiento y las tasas de acumulación de suciedad en sistemas fotovoltaicos sin necesidad de emplear estaciones especializadas. Estos métodos incluyen aquellos aplicables a sistemas que utilizan células solares bifaciales, los cuales presentan nuevas variables y desafíos para la evaluación del ensuciamiento que no se encuentran en los sistemas monofaciales. Estos procedimientos infieren razones de ensuciamiento basadas en el rendimiento de los sistemas fotovoltaicos . En 2017 se inició un proyecto para mapear las pérdidas por ensuciamiento en todo Estados Unidos  Este proyecto se basa en datos tanto de estaciones de contaminación como de sistemas fotovoltaicos, y utiliza el método propuesto en  para extraer razones y tasas de contaminación.

## Técnicas de mitigación
Existen numerosas alternativas para reducir las pérdidas por ensuciamiento, que van desde la correcta selección del sitio hasta la limpieza y la eliminación de polvo electrodinámica . La técnica de mitigación óptima depende varios factores, como el tipo de ensuciamiento, la tasa de deposición, la disponibilidad de agua, la accesibilidad del sitio y el tipo de sistema. Por ejemplo, la energía fotovoltaica convencional implica problemas diferentes a las de la energía solar concentrada, los sistemas a gran escala requieren soluciones diferentes a los sistemas de tejado más pequeños, y los sistemas con inclinación fija implican una limpieza distinta a los sistemas con seguidores solares . Las técnicas de mitigación más comunes son:
- Selección del sitio y diseño del sistema: El efecto del ensuciamiento se puede mitigar mediante una planificación cuidadosa durante la selección del sitio y el diseño del sistema . Dentro de una región, puede haber grandes diferencias en las tasas de deposición de suciedad.[8] La variabilidad local en la tasa de deposición de ensuciamiento se decide principalmente por la proximidad a carreteras, agricultura e industria, así como por la dirección prominente del viento.[9] Otro factor importante es el ángulo de inclinación de los paneles solares.[13] Los ángulos de inclinación mayores provocan una menor acumulación de suciedad y una mayor probabilidad de que la lluvia tenga un efecto limpiador. Esto debe considerarse en la fase de diseño. Si el sistema está equipado con seguidores solares, los paneles solares (o espejos, en el caso de energía solar concentrada ) deben guardarse en el máximo ángulo de inclinación (o boca abajo, si es posible) durante la noche.[1] En resumen, el ensuciamiento es una preocupación para los diseñadores del sistema, no sólo para los operadores del sistema.[1]
- Diseño de paneles solares: Los paneles solares se pueden diseñar para minimizar el impacto del ensuciamiento. Esto incluye el uso de células solares más pequeñas (por ejemplo, medias células), paneles sin marcos (evitando la acumulación de suciedad en los bordes) o configuraciones eléctricas alternativas (por ejemplo, más diodos de derivación que permiten que la corriente pase por las partes sucias del panel).[1] En el futuro se espera que aumente la proporción de paneles solares con medias células y sin marco.[cita requerida] Esto significa que se puede esperar que los paneles solares sean más resistentes a las pérdidas por ensuciamiento en el futuro. Se demostró que los nanocables grabados químicamente en húmedo y un recubrimiento hidrófobo en las gotas de agua superficiales podían eliminar el 98% de las partículas de polvo.[23][24]

- Limpieza: El método más utilizado para mitigar las pérdidas por ensuciamiento es mediante la limpieza de los paneles solares / espejos . La limpieza puede ser manual, semiautomática o totalmente automática. La limpieza manual implica que las personas utilicen cepillos o fregonas. Esto requiere una baja inversión de capital, pero tiene un alto costo de mano de obra. La limpieza semiautomática implica que las personas utilicen máquinas para ayudar en la limpieza, normalmente un tractor equipado con un cepillo giratorio.[25]

Este enfoque requiere una mayor inversión de capital, pero implica un menor costo de mano de obra que la limpieza manual. La limpieza totalmente automática implica el uso de robots que limpian los paneles solares por la noche.
Este enfoque requiere el mayor costo de capital, pero no implica trabajo manual excepto el mantenimiento de los robots. Los tres métodos pueden utilizar o no agua. Normalmente, el agua hace que la limpieza sea más eficaz. Sin embargo, si el agua es un recurso escaso o costoso en el sitio determinado, puede ser preferible la limpieza en seco. Consulte Consecuencias económicas de los costos típicos de limpieza.
- Recubrimientos antisuciedad: Los recubrimientos antisuciedad son recubrimientos que se aplican a la superficie de paneles solares o espejos con el fin de reducir la adherencia de polvo y suciedad. Algunos revestimientos antisuciedad están destinados a mejorar las propiedades de autolimpieza, es decir, la probabilidad de que la lluvia limpie la superficie.[27]

El revestimiento se puede aplicar a los paneles/espejos durante la producción o reequiparlos después de su instalación. Hasta 2019, no se había adoptado ampliamente ninguna tecnología antisuciedad en particular, principalmente debido a la falta de durabilidad.
- Pantallas electrodinámicas: Las pantallas electrodinámicas son rejillas de cables conductores que se integran en la superficie de los paneles solares o espejos . Los campos electromagnéticos variables en el tiempo se crean aplicando voltajes alternos a la red. El campo interactúa con las partículas depositadas, sacándolas de la superficie. Esta tecnología es viable si la energía necesaria para eliminar el polvo es menor que la energía obtenida al reducir la pérdida de suciedad. A partir de 2019, esta tecnología se demostró en el laboratorio, pero aún queda por probarse en el campo.[1]
- Eliminación de polvo electrostático [28][29]

### Consecuencias económicas
El costo asociado a la limpieza varía en función de la técnica de limpieza empleada y del costo de la mano de obra en la ubicación específica. Además, existe una diferencia entre las centrales eléctricas de gran escala y los sistemas de tejado . El precio para limpiar sistemas a gran escala puede oscilar desde 0,015 € por metro cuadrado en países económicos hasta 0,9 € por metro cuadrado en los Países Bajos. Se ha informado que el coste de limpieza de los sistemas de tejados es tan bajo como 0,06 €/m 2 en China y tan alto como 8 €/m 2 en los Países Bajos.
El ensuciamiento en los equipos solares provoca una disminución de la producción de energía. Ya sea que se invierta dinero en reducir estas pérdidas o no, el ensuciamiento resulta en una merma en los ingresos para los dueños de los sistemas. El tamaño de la pérdida de ingresos depende principalmente del costo para mitigar la contaminación, la velocidad a la que se acumula la suciedad y la frecuencia de lluvias en una ubicación específica. Según Ilse y otros investigadores, en 2018 estimaron que, en promedio a nivel mundial, las pérdidas anuales debido a la suciedad oscilaban entre el 3% y el 4%. Esta estimación se llevó a cabo considerando que todos los sistemas de energía solar se limpian con una frecuencia óptima constante. Bajo esta estimación, el costo total de la contaminación, incluyendo las pérdidas de energía y los gastos de mitigación, se calculó que estaba en un rango de 3 a 5 mil millones de euros en 2018. Esta cifra podría crecer hasta 4.000 y 7.000 millones de euros de aquí a 2023. En  se analiza un método para obtener la pérdida de energía y la pérdida económica debido al ensuciamiento, directamente a partir de datos de series de tiempo del sistema de monitoreo remoto fotovoltaico, que puede ayudar a los propietarios de activos fotovoltaicos a limpiar los paneles oportunamente.